# シマキンパラ

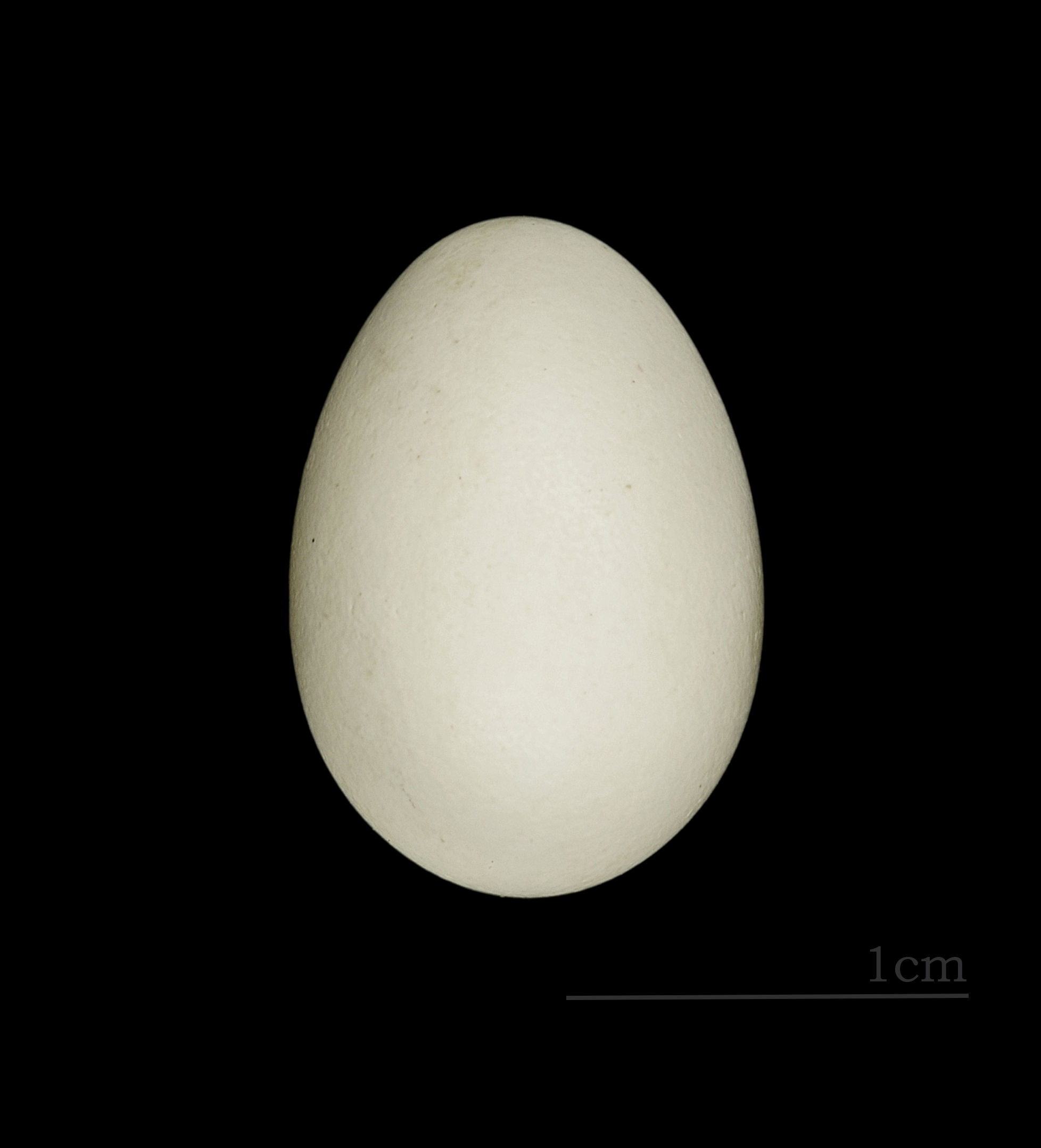
Lonchura punctulata

シマキンパラ（縞金腹、学名：Lonchura punctulata）はスズメ目カエデチョウ科に分類される鳥類。アミハラとも呼ばれる。

## 分布
中国の南部、台湾、マレー半島、インドネシア、フィリピン、インド、スリランカに分布。

## 形態
全長約11cm。
成鳥は頭部から背中、翼、尾羽が褐色で、胸から腹は白く、胸から体側部にかけて波状紋が入る。嘴は暗灰色。

## 生態
食性は種子食。

## 亜種
- L.p.punctulata パキスタン北部・インド・ネパール・スリランカ
- L.p.subundulata ブータン・バングラデシュ・インド北部・ミャンマー西部
- L.p.yunnanensis 中華人民共和国南部・ミャンマー北部
- L.p.topela （亜種シマキンパラ）ミャンマー南部・ タイ・中華人民共和国南部・海南島・台湾島・ラオス・カンボジア・ベトナム・奄美諸島・沖縄諸島
- L.p.cabanisi フィリピン・ボルネオ島北部
- L.p.fretensis マレー半島南部・シンガポール・スマトラ島・ニアス島
- L.p.nisoria ボルネオ島南部・ジャワ島・バリ島
- L.p.particeps スラウェシ島
- L.p.baweana バウェアン島
- L.p.sumbae スンバ島西部
- L.p.blasii スンバ島中部・東部
- L.p.holmesi ボルネオ島南東部